# Саут-Чарлстон
Саут-Чарлстон (англ. South Charleston) — город в округе Канова, штат Западная Виргиния, США. Население по данным переписи 2010 года — 13 450 человек.

## География
По данным Американского бюро переписи населения, общая площадь города составляет 22,04 км², в том числе 19,71 км² — суша и 2,33 км² — водные пространства. Расположен на левом (южном) берегу реки Канова, к северо-западу от города Чарлстон.

## История
Саут-Чарлстон был основан в 1906 году и инкорпорирован в 1919 году.

## Население
Согласно данным переписи населения 2010 года, в городе насчитывалось 13 450 жителей. Плотность населения, таким образом, составляла 610 человек на км². Расовый состав населения города был таков: 86,9 % — белые; 8,4 % — афроамериканцы; 0,3 % — коренные американцы; 1,1 % — азиаты; 0,3 % — представители других рас и 3,0 % — представители двух и более рас. 1,0 % населения определяли своё происхождение как испанское (латиноамериканское).
Из 6283 домохозяйств на дату переписи 26,1 % имели детей; 39,6 % были женатыми парами. 36,0 % домашних хозяйств было образовано одинокими людьми, при этом в 13,4 % домохозяйств проживал одинокий человек старше 65 лет. Среднее количество людей в домашнем хозяйстве составляло 2,14; средний размер семьи — 2,77 человек.
Возрастной состав населения: 20,9 % — младше 18 лет; 6,5 % — от 18 до 24 лет; 25,7 % — от 25 до 44 лет; 29,5 % — от 45 до 64 лет и 17,6 % — 65 лет и старше. Средний возраст — 42,3 лет. 45,7 % населения — мужчины и 54,3 % — женщины.
Динамика численности населения города по годам:
| 1940   | 1950   | 1960   | 1970   | 1980   | 1990   | 2000   | 2010   |
| ------ | ------ | ------ | ------ | ------ | ------ | ------ | ------ |
| 10 377 | 16 686 | 19 180 | 16 333 | 15 968 | 13 645 | 13 390 | 13 450 |

## Известные уроженцы
Брис Декстер Джон Панкейк (1952-1979) - американский писатель-новеллист. Который писал рассказы о борьбе с жизнеными трудностями простого народа в Аппалачии.